# Shatou (köpinghuvudort i Kina, Zhejiang Sheng, lat 28,20, long 120,76)
Shatou (kinesiska: 沙头, 沙头镇) är en köpinghuvudort i Kina. Den ligger i provinsen Zhejiang, i den östra delen av landet, omkring 230 kilometer söder om provinshuvudstaden Hangzhou. Antalet invånare är 12 435. Befolkningen består av 5 917 kvinnor och 6 518 män. Barn under 15 år utgör 16,0 %, vuxna 15-64 år 64 %, och äldre över 65 år 19,0 %.
Runt Shatou är det tätbefolkat, med 819 invånare per kvadratkilometer. Närmaste större samhälle är Oubei, 19,7 km sydväst om Shatou. I omgivningarna runt Shatou växer i huvudsak blandskog.
Genomsnittlig årsnederbörd är 2 185 millimeter. Den regnigaste månaden är juni, med i genomsnitt 368 mm nederbörd, och den torraste är januari, med 71 mm nederbörd.